# Australiani
Gli australiani o aussies, come si chiamano loro stessi, sono i nati in Australia.
Si tratta di una popolazione di circa 25 milioni di abitanti, sparsi su 7 milioni di km² di terra. 5 milioni si trovano a Sydney, altri 4 a Melbourne.
Il popolo australiano è un crogiuolo di nazionalità: oltre agli aborigeni si enumerano gli inglesi, irlandesi, italiani, statunitensi, canadesi, greci e asiatici.

## Aussie
Il termine aussie venne inizialmente utilizzato per indicare gli emigrati di origine anglosassone, assumendo quindi valenza razziale. Attualmente i media e le scuole stanno tentando di assimilare aussies al significato di "cittadini australiani".
Nell'inglese australiano e neozelandese la parola si pronuncia ˈɒziː, e così nel Regno Unito, mentre negli USA la pronuncia è ˈɔːsi o /ˈɑːsi/. L'uso della sonora /z/ piuttosto che della sorda /s/ è considerato anche dagli stessi inglesi più correttamente "australiano".
La forma contratta oz, trascrizione diretta della pronuncia, è utilizzata molto spesso nella pubblicità, sui giornali, sulla cartellonistica.

## Composizione e storia
I primi flussi migratori verso l'isola si datano a 65-50 migliaia di anni fa.
I contatti con il resto del mondo avvenivano attraverso le isole indonesiane: si può tuttora valutare come alcune lingue australiane aborigene del Top End abbiano influssi Makassar. Di lì arrivarono i primi bianchi, probabilmente portoghesi diretti verso Timor, sebbene nulla di scritto sia giunto a noi circa questa ipotesi. Ma le rotte passavano a pochi chilometri dalla costa e di certo i capricci atmosferici, i monsoni che soffiano da nord, avranno spinto i marinai lusitani sulla nuova terra. Indizi al riguardo sono un cannone di ottone rinvenuto presso Broome (Australia Occidentale) e le mappe Dieppe. Comunque il primo avvistamento sicuro da parte degli europei è olandese, del 1606.

All'epoca della colonizzazione bianca la popolazione aborigena si aggirava intorno ai 700 000 abitanti, ma entro il 1900 era scesa drammaticamente a 100 000. Non erano un unico gruppo etnico, ma erano costituiti da almeno 600 diversi gruppi linguistici sparsi per il continente, con culture diverse.

Le pagine più tragiche dello sterminio sono state scritte in Tasmania: nel 1830 fu istituita la Black Line, una banda di 3000 cittadini armati, che setacciarono l'intera isola sparando a vista. Prima dell'arrivo dei bianchi, nel 1803, gli aborigeni sull'isola erano circa 5000; l'ultimo rappresentate fu Truganini, una donna, che morì nel 1876.

Kevin Rudd, primo ministro australiano, il 13 febbraio 2008 durante una seduta parlamentare, ha chiesto ufficialmente scusa ai popoli aborigeni per tutte le violenze subite in più di 200 anni di storia dell'Australia Bianca, segnando non l'apice, ma comunque un essenziale passo nel processo di riconciliazione, assieme ad altri importanti pilastri come il riconoscimento del diritto di voto agli aborigeni nel 1967 e il Native Title Act, legge a favore degli aborigeni per l'avanzamento di rivendicazioni territoriali.
Dopo l'arrivo di James Cook nel 1770, il primo insediamento, considerato la fondazione dell'Australia moderna, fu dei britannici, che usarono la baia, di quella che divenne la città di Sydney, come colonia penale. Era il 1788.

Melbourne fu invece il primo insediamento di cittadini liberi, differenza che è alla base dei contenziosi e delle battute umoristiche tra le due città. Ma l'unico stato che realmente è stato fondato e costruito da uomini liberi, senza l'aiuto di forzati è l'Australia Meridionale. Comunque attualmente, avere nel proprio albero genealogico un forzato è motivo di orgoglio, soprattutto se passeggero della First Fleet. In tutto furono trapiantati coattamente circa 160.000 criminali. Tale deportazione terminò nel 1868.
Dopo il 1945 l'Australia si ritrova con la popolazione fortemente ridotta. La scelta fu quella di facilitare adeguatamente l'immigrazione: purché bianchi, il governo pagava agli immigrati il viaggio. Fu quindi meta di un imponente flusso migratorio di diseredati provenienti dall'Europa, in particolare greci e italiani.

A Melbourne esiste la comunità greca più grande del mondo dopo Atene.
Per quanto riguarda la componente asiatica, il trattamento riservato fu, fin dal 1901, anno dell'indipendenza, subito ben preciso: uno dei primi emendamenti adottati dalla novella Federazione fu infatti la limitazione all'immigrazione dall'Asia (Immigration Restriction Act), cosa che durò inspiegabilmente fino alla seconda metà del '900.

Un importante precedente certo fu il provvedimento anti-cinese degli anni 50 dell'800 durante la corsa all'oro. Altro evento importante fu l'interdizione di tutti i contatti coi makassan, non solo commerciali: le famiglie miste erano impossibilitate al ricongiungimento.

Se ancora all'inizio della seconda guerra mondiale il primo ministro John Curtin auspica un'Australia puramente britannica, dal '47 iniziano una serie di provvedimenti tesi a demolire l'Australia Bianca, che culmineranno, nel 1975, col Racial Discrimination Act, emendato dal governo laburista di Gough Whitlam.
Negli ultimi anni si è assistito a un consistente afflusso di immigrati dall'Asia, dal Sudafrica, dall'ex URSS e da pochi anni vi è un grosso flusso di neozelandesi ed asiatici, dall'Indonesia al Giappone.

## Caratteristiche e folclore
(tipica frase aussie)
Gli aussies sono famosi per lo stile di vita rilassato. Ciò non toglie che siano ottimi lavoratori e che si trovino, insieme ad americani, giapponesi e inglesi, in cima alla classifica per ore lavorate.
Gli aussies credono fermamente nell'uguaglianza tra i lavoratori di classe diversa, e frasi del tipo "Jack è bravo come il suo capo" non sono pretestuose. Gli organigrammi aziendali tendono ad essere poco gerarchici, e spesso le amicizie sono trasversali.

Lo scrittore D.H. Lawrence osservò che in Australia "mentre alcuni si sentono in una posizione migliore rispetto ad altri, nessuno si sente migliore di nessun altro", e un ufficiale britannico notò che i soldati australiani "salutano solo i superiori che vanno loro a genio".
Il linguaggio australiano, anche quello ufficiale, è molto colorito, potendosi ascoltare parole che normalmente vengono considerate da altri volgari: classico esempio è bastard. Non è un insulto, ma un modo confidenziale e/o ironico di rivolgersi alla gente. Questo è solo un caso rispetto alla varietà di espressioni che altri popoli possono considerare non propriamente educate: quando l'ABC iniziò a trasmettere in Asia, gli utenti rimasero scioccati al sentir tranquillamente i cronisti riferirsi ai politici con soprannomi volgari come sheep, drongo, idiot, ratbag e quant'altro.
G'day mate (pronuncia: 'mait') è una tipica frase di saluto australiana che a seconda della circostanza possiamo intendere come "Ciao compagno, socio o camerata". L'uso è convenzionale, come per Mr. o Ms., e non implica necessariamente un rapporto fraterno, viene talvolta rivolta anche alle donne, ma per lo più in senso ironico. Un tipico scambio di battute in un fish & chips o in un Night Owl (versione queenslandese del 7eleven) potrebbe essere: Hi, how ar'ya mate?.-Good thanks mate o Pain in ass mate, can I have a can of coke?.
Tutte queste e altre caratteristiche aussie, vere o supposte che siano, si fanno risalire all'origine, quando al posto di città sull'isola vi erano solo colonie penali, nonché al lungo periodo di isolamento che gli aussies hanno subito e tuttora incombe.

Un tempo l'aussie si autodenigrava, considerandosi inferiore all'europeo e all'americano. Era la cosiddetta cultural cringe, o sudditanza culturale: l'aussie  era un little aussie battler, un "piccolo combattente operaio" in lotta contro i tall poppies, gli "alti papaveri" della borghesia inglese. Ancora oggi la parola Brit, britannico, può essere usata in senso dispregiativo, sebbene ormai edulcorato dall'ironia. Fu solo nel XX secolo che, grazie a diverse esperienze, la coscienza e l'autoconsiderazione aussie crebbero.
Il primo avvenimento che stravolse l'universo aussie fu la guerra di Gallipoli: il 25 aprile 1915 8.587 soldati dell'ANZAC (Australian and New Zealand Army Corps) l'esercito australiano, morirono vittime dei turchi. Ben più cospicue furono le perdite nello stesso giorno di francesi, inglesi e turchi, nonché altre sconfitte si aggiunsero nelle guerre successive, ma il 25 aprile 1915, definito da allora ANZAC Day, costituì la pietra miliare del patriottismo aussie.

Altro evento fondamentale furono le Olimpiadi di Melbourne del 1956: i visitatori tesserono le lodi circa l'efficienza dell'organizzazione australiana, cosa che fece inorgoglire tutti. Inoltre l'Australia si aggiudicò il terzo posto nel medagliere, un successo enorme, considerando l'esiguità della popolazione australiana.
Ma l'evento forse di gran lunga più importante per l'orgoglio aussie, che segnò definitivamente la fine della vecchia cultural cringe occorse nel 1983, quando la Coppa America fu vinta da Australia II: la gente ballava per le strade, la birra veniva offerta gratis nei pub e il primo ministro Bob Hawke affermò in televisione che i capi-lavoro che non avessero concesso un giorno di permesso in questa data sarebbero stati dei "poco di buono".
È fondamentale per gli aussie presentarsi come gentili e onesti: l'espressione dinky-di aussie significa "vero australiano", ma l'ancora più nota espressione fair dinkum significa "lavoro onesto". Anche be cricket, dal nobile gioco che appassiona tutti gli australiani, significa "onesto": quando si vuole sottolineare la poca correttezza di un atto (anche non sportivo) si dice che it's not cricket, non è "cricket".

## Aborigeni australiani
Fino a poco dopo le Olimpiadi di Melbourne giravano battute razziste sugli aborigeni. Ma nel 1967 il 90% degli australiani vota sì al referendum per il diritto di voto degli aborigeni.
Attualmente la maggior parte degli australiani si rammarica e si duole per la storia e le condizioni attuali degli aborigeni. L'argomento è solitamente delicato e viene trattato accoratamente. Naturalmente anche in Australia esiste il razzismo, ma è considerato dalla maggioranza "rozza ignoranza reazionaria" da esecrare. Ci si rammarica dell'incapacità politica di risolvere problemi quali il tasso di mortalità infantile, l'alcolismo, la violenza domestica, la bassa età media (è la metà della popolazione bianca). Sebbene molti australiani possono vivere senza incontrare un solo aborigeno, esiste un generale imbarazzo per il fatto che ci sia nel paese una classe svantaggiata ed emarginata.
Molte comunità aborigene comunque sono dinamiche ed autogestite, e hanno rivendicato con successo la terra su cui vivono. Gestiscono fattorie (station, in inglese australiano), parchi, miniere, sostengono centri artistici di fama internazionale.

In molte comunità non accettano visitatori se non su invito, altre organizzano tour guidati. Se si è in una comunità risulta fondamentale adeguarsi ai cerimoniali locali.
Nella vita pubblica molti sono gli aborigeni di successo, come Cathy Freeman, vincitrice di una medaglia d'oro in atletica alle Olimpiadi di Sydney del 2000, ma si enumerano artisti, politici, magistrati, attivisti.

## Rivalità tra stati
L'Australia è stata, prima di essere una federazione, un insieme eterogeneo di colonie ostili le une alla altre, che mantevano tasse doganali ai propri confini. La collaborazione era minima, ma nel 1901 riuscirono a federarsi. Questo non impedì lo sviluppo di un'ampia aneddotica ironica riferita fra gli stati rivali, soprattutto tra le capitali di questi.
Gli abitanti del Nuovo Galles del Sud si chiamano New South Welshmen, ma son detti anche cornstalks (spiga di grano), con intenti ironici, ad indicare una vocazione più agricola.
Non tanto gli abitanti del Vittoria, quanto i cittadini di Melbourne son detti Vics, per l'aria vittoriana che ivi si può respirare. Gli abitanti del Victoria son conosciuti a volte come Cabbage Gardeners, poiché tale stato iniziò presto a produrre grandi quantità e ottime qualità di frutta e verdura.
Gli abitanti del Queensland chiamano le genti dei due stati meridionali Mexicans. Il Queensland è conosciuto come Sunshine State o anche come Bananaland per le grandi piantagioni di banane e, naturalmente, gli abitanti son detti Bananabenders (che curvano le banane).
L'Australia Occidentale è lo stato più isolato, tant'è che ci si riferisce agli stati dell'altra sponda come ai Re Magi dell'Oriente o t'othersiders o più semplicemente Eastern Staters. Gli abitanti del WA sono Westralians,  ma anche Sandgropers ("peregrini nel deserto"), per i vasti deserti presenti nei loro territori. Naturalmente si abbrevia in Gropers, mentre il nome dello stato può essere sostituito con l'ovvio Groperland.
L'Australia Meridionale è l'unico stato costruito senza l'aiuto di forzati, quindi ancora i suoi abitanti guardano gli altri dall'alto in basso. Questi, dal par loro, definiscono i South Australians come Croweaters, "mangiatori di corvi".
La Tasmania è spesso dimenticata dagli abitanti del Mainland, ma il sentimento è reciproco da parte degli stessi Tassie (Apple Islanders "dell'isola delle mele", o Apple Gatherers "raccoglitori di mele", per la loro importante produzione di mele).